# Freches
Freches é uma povoação portuguesa do Município de Trancoso que foi sede da extinta Freguesia de Freches, freguesia que tinha 13,56 km² de área e 456 habitantes (2011). 
Em 2013, a Freguesia de Freches foi extinta (agregada) tendo o seu território sido agregado ao da Freguesia de Torres para constituir a nova União das Freguesias de Freches e Torres.
Dizem que o nome vem de "frechas" ou "flechas", pela batalha de Trancoso, onde as flechas caíam no vale onde hoje se localiza Freches.	

## População
| População da freguesia de Freches | População da freguesia de Freches | População da freguesia de Freches | População da freguesia de Freches | População da freguesia de Freches | População da freguesia de Freches | População da freguesia de Freches | População da freguesia de Freches | População da freguesia de Freches | População da freguesia de Freches | População da freguesia de Freches | População da freguesia de Freches | População da freguesia de Freches | População da freguesia de Freches | População da freguesia de Freches |
| --------------------------------- | --------------------------------- | --------------------------------- | --------------------------------- | --------------------------------- | --------------------------------- | --------------------------------- | --------------------------------- | --------------------------------- | --------------------------------- | --------------------------------- | --------------------------------- | --------------------------------- | --------------------------------- | --------------------------------- |
| 1864                              | 1878                              | 1890                              | 1900                              | 1911                              | 1920                              | 1930                              | 1940                              | 1950                              | 1960                              | 1970                              | 1981                              | 1991                              | 2001                              | 2011                              |
| 824                               | 961                               | 1 108                             | 1 112                             | 1 160                             | 1 087                             | 1 184                             | 1 213                             | 1 262                             | 1 057                             | 745                               | 796                               | 685                               | 551                               | 456                               |

			
Por idades em 2001 e 2021			

| 0-14 anos  | 15-24 anos | 25-64 anos | 65 e + anos |
| 78 \| 46   | 67 \| 49   | 256 \| 215 | 150 \| 146  |
| 14% \| 10% | 12% \| 11% | 46% \| 47% | 27% \| 32%  |

## Património
- Igreja Matriz de Freches;
- Capela de Santa Eufémia;
- Capela do Senhor dos Aflitos;
- Capela do Divino Senhor das Preces.

## Personalidades
- Constantino Sampaio (século XVII) - escritor natural de Freches[2].